# Martien Kokkelkoren
Martien Kokkelkoren (Noordwijkerhout, 14 april 1969) is een voormalig Nederlands wielrenner. Hij was beroepsrenner tussen 1990 en 1993.

## Resultaten in voornaamste wedstrijden
| Jaar | Ronde van Italië | Ronde van Frankrijk | Ronde van Spanje |
| ---- | ---------------- | ------------------- | ---------------- |
| 1991 |                  |                     |                  |
| 1992 |                  | 118e                | 134e             |

| Jaar | Luik-Bast.‑Luik |
| ---- | --------------- |
| 1991 | 87e             |
| 1992 |                 |